# Črešnjevec pri Oštrcu
Črešnjevec pri Oštrcu – wieś w Słowenii, w gminie Kostanjevica na Krki. W 2018 roku liczyła 18 mieszkańców.